# Aetheolaena
Aetheolaena – rodzaj roślin z rodziny astrowatych (Asteraceae). Obejmuje 16 gatunków występujących w Ameryce Południowej.

## Systematyka
Pozycja według APweb (aktualizowany system APG III z 2009)
Przedstawiciel rodziny astrowatych (Asteraceae) należącej do rzędu astrowców reprezentującego dwuliścienne właściwe. W obrębie rodziny reprezentuje plemię Senecioneae z podrodziny Asteroideae.
Wykaz gatunków
- Aetheolaena caldasensis (Cuatrec.) B.Nord.
- Aetheolaena cuencana (Hieron.) B.Nord.
- Aetheolaena decipiens (Benoist) B.Nord.
- Aetheolaena heterophylla (Turcz.) B.Nord.
- Aetheolaena hypoleuca (Turcz.) B.Nord.
- Aetheolaena involucrata (Kunth) B.Nord.
- Aetheolaena ledifolia (Kunth) B.Nord.
- Aetheolaena lingulata (Schltdl.) B.Nord.
- Aetheolaena mochensis (Hieron.) B.Nord.
- Aetheolaena mojandensis (Hieron.) B.Nord.
- Aetheolaena otophora (Wedd.) B.Nord.
- Aetheolaena patens (Kunth) B.Nord.
- Aetheolaena pichinchensis (Cuatrec.) B.Nord.
- Aetheolaena rosana (Cuatrec.) B.Nord.
- Aetheolaena senecioides (Kunth) B.Nord.
- Aetheolaena subinvolucrata (Cuatrec.) B.Nord.